# Kuei Chih-Hung
Kuei Chih-Hung (桂治洪, aka Kwei Chi Hung, Gui Zhi-Hong, Gwai Chi-hung) (20 de desembre de 1937 - 1 d'octubre de 1999) va ser un cineasta que va treballar per a l’estudi Shaw Brothers de Hong Kong, dirigint més de 40 pel·lícules a finals dels anys 60, 70 i principis dels 80s. Kuei va trobar l'èxit crític i comercial treballant en una varietat de gèneres, inclòs el drama crim dur. de The Teahouse (1974) i la seva seqüela, Big Brother Cheng (1975), la pel·lícula wuxia Killer Constable (1981), The Killer Snakes (1975) i Hex (1980). Kuei sovint representava la pobresa del sistema d'habitatge públic, la corrupció policial i el govern colonial.

## Primers anys
Kuei va néixer a Guangzhou (a la província de Guangdong, al sud de la Xina) el 20 de desembre de 1937. La passió de Kuei pel cinema va començar quan era estudiant de secundària a Hong Kong, on va confeccionar curtmetratges improvisats d'un projector de caixa de sabates i material de pel·lícula descartat. Després de graduar-se a l'escola secundària, va estudiar pràctiques en producció i realització de cinema a l'Escola Nacional d'Arts de Taiwan, experimentant amb diverses pel·lícules de 8 mm. Després d'escriure uns quants guions de pel·lícules per a la indústria cinematogràfica de Taiwan, Kuei es va unir a l'estudi Shaw Brothers a principis dels anys seixanta. Inicialment contractat com a ajudant de direcció en dues pel·lícules de Shaw rodades a Taiwan, Lovers' Rock (1964) i Song of Orchid Island (1965), després va dirigir projectes a Hong Kong i un aprenentatge al Japó, on Kuei va continuar treballant.

## Carrera a Shaw Brothers
Al gran Shaw Brothers Studio, Kuei va guanyar una reputació com un dels assistents de cinema més prometedors en nombroses produccions de Hong Kong. El 1970, als 34 anys, finalment va tenir l'oportunitat de dirigir un llargmetratge, Love Song Over the Sea. Rodada a Singapur i Malàisia, la problemàtica producció es va suspendre inicialment després que l'estrella de la pel·lícula Peter Chen Ho emmalaltís. El director original, Shi Mashan, va marxar per motius contractuals, permetent a Kuei intervenir. Content amb el seu treball en aquesta pel·lícula, l'estudi li va donar ràpidament una sèrie de projectes de direcció, inclosa la comèdia musical, A Time for Love i The Lady Professional'.  (1971), tots dos protagonitzats per Lily Ho.
El 1973, va unir forces amb el popular cineasta de Shaw Brothers, Chang Cheh, codirigint The Delinquent, un drama d'acció avantguardista sobre un jove rentavaixelles que cau en una vida de crim. Tot i que és una col·laboració entre els dos homes, és a Kuei a qui se li atribueix l'estil visual distintiu de la pel·lícula, inclòs l'ús pioner d’exteriors als carrers arenosos i als complexos d'habitatge públic de Hong Kong. L'èxit de la pel·lícula va donar lloc a una sèrie d'èxits de principis dels anys 70 amb Kuei com a director únic, incloent la pel·lícula d'explotació de dones a la presó, The Bamboo House of Dolls i l'aclamat drama de vigilants, The Teahouse. Va demostrar ser un cineasta versàtil i imaginatiu amb un estil distintiu que va arribar a diversos gèneres com la comèdia (The Bod Squad, Rat Catcher) i el terror (Ghost Eyes).
The Teahouse, sobre el propietari d'un restaurant immigrant que intenta protegir la seva família de les bandes juvenils, fa una mirada mordaç al sistema de justícia penal a Hong Kong i es considera una de les obres més importants de Kuei. La pel·lícula també és un fort exemple de la inclinació de Kuei per evitar els platós d'estudi per la immediatesa realista de les ubicacions urbanes, que representa de manera vívida el dur entorn de la vida d'immigrants de classe baixa. Va ser seguida per una seqüela d'èxit el 1975, Big Brother Cheng, amb l'estrella de kung fu Kuan Tai Chen repetint el paper homònim. Kuei va transcendir els tòpics cansats de venjança de moltes seqüeles d'acció, convertint Big Brother Cheng en un examen convincent i intransigent del crim, la delinqüència juvenil i la injustícia social.
Tot i que les contribucions de Kuei al cinema de Hong Kong ha estat sovint descuidat en les últimes dècades, una pel·lícula en particular va assegurar que gaudiria d'un públic de culte devot durant molts anys. Arribant a nous extrems en el sexe i la violència gràfics, la pel·lícula de terror The Killer Snakes encara es considera una de les pel·lícules més notòries i controvertides de Kuei. La trama se centra en els poders especials d'un jove amb serps verinoses, que li permeten venjar-se dels qui l'han fet mal. Diverses escenes exagerades de sexe S&M i, per descomptat, atacs letals de serps, van fer que The Killer Snakes sigui un clàssic del cinema de mitjanit i, fins a cert punt, van consolidar la reputació de Kuei com a cineasta inconformista. La pel·lícula també és destacable per l'actuació boja de l'actor Kam Kwok-Leung i l'ús de centenars de serps verinoses vives.
Kuei va continuar desafiant-se a si mateix dirigint segments de la sèrie de pel·lícules The Criminals, una aclamada antologia basada en casos reals de Hong Kong. Els seus episodis (en quatre pel·lícules del 1975 al 1977) foren "The Deaf Mute Killer," "The Informer" i "Arson". A finals dels anys 70, Kuei també va ampliar la seva filmografia per incloure comèdies en llengua cantonesa (Mr. Funnybone, Crazy Imposters, The Reckless Cricket) i kung fu (The Iron Dragon Strikes Back).
La dècada de 1980 va veure com el polifacètic Kuei es va reinventar una vegada més, aquesta vegada amb la popular fantasia sobrenatural, Hex i les seves dues seqüeles, Hex vs. Witchcraft i Hex After Hex. Aquest últim contenia la sàtira social de Kuei, tractant temes tan candents com el desenvolupament immobiliari i la la reunificació imminent de Hong Kong amb la Xina. De fet, un primer tall de la pel·lícula de 1982 presentava una seqüència on un personatge es marcava al darrere amb "1997", l'any que la Xina continental reprendria el control de Hong Kong. Considerada massa sensible políticament, l'escena va ser reeditada i la marca va incloure posteriorment "SB" (per a Shaw Brothers). Tot i així, Kuei va trobar enginyosa una manera d'inserir un gag visual a costa de l'estudi.
Kuei també va aprofundir en el gènere wuxia per primera vegada amb Killer Constable (1980). Tot i que va ser una decepció de taquilla en el moment de la seva estrena, avui "Killer Constable" es considera una de les pel·lícules més bones i acurades de Kuei.
Reunint-se amb la seva estrella de Teahouse/Big Brother Cheng, Kuan Tai Chen, el drama de kung fu de Kuei està ambientat a l'antic Pequín (una rara peça d'època per al director). Kuan interpreta un detectiu lleial que investiga un robatori al palau reial, que lentament s'adona que la corrupció i la traïció que se li assigna a vèncer es troben als nivells més alts de poder. La pel·lícula va ser elogiada pel seu to fosc i violent, la seva vívida cinematografia in situ i un autèntic pathos.
Els crèdits de direcció de Kuei durant la dècada de 1980 també van incloure Corpse Mania, Bewitched i The Boxer's Omen. Amb l'ascens dels cineastes de la Nova Onada de Hong Kong, va sorgir un estil cinematogràfic fresc, encara que Kuei no va arribar a participar en aquest moviment. Va fer una darrera pel·lícula, la comèdia Misfire, l'any 1984, abans d'emigrar als Estats Units, on va obrir una pizzeria. Kuei va morir de càncer de fetge el 1999 als 61 anys.

## Llegat
Tot i que sovint es passa per alt a causa de la seva inclinació pels gèneres d'explotació i la seva jubilació anticipada de la indústria cinematogràfica, les pel·lícules de Kuei Chih-Hung han rebut una renovada apreciació i atenció en els últims anys. Avui en dia, sovint se'l coneix amb afecte com el "Mestre del culte de Hong Kong". El 2011, l'Hong Kong Film Archive va publicar una edició bilingüe de Kuei Chih-Hung, the Rebel in the System, una mirada a la seva vida i a les seves pel·lícules.
Aquell mateix any, el 35è Festival Internacional de Cinema de Hong Kong va retre homenatge a Kuei amb una retrospectiva de set pel·lícules, que incloïa projeccions de The Teahouse, Killer Constable i  Sèrie Hex.
El fill de Kuei, Ming Beaver Kwei, un productor de cinema els crèdits del qual inclouen Sophie's Revenge, My Lucky Star  i The Meg hi va assistir. La retrospectiva cinematogràfica va permetre al fill veure el famós clàssic de culte del seu pare, The Killer Snakes per primera vegada, 37 anys després del seu llançament inicial.
"Aquesta és una pel·lícula totalment psicòtica, perversa i bruta. Està més enllà de la qualificació R", va ser com ho va descriure a The Hollywood Reporter el 2011.
Kwei va reconèixer que el seu pare estaria content que les pel·lícules encara estiguessin trobant públic, dècades després.
| « | "Disfrutava amb la seva feina cada dia, mai estava satisfet de com havia resultat el seu treball o de com es distribuïa. Només va ser feliç quan va saber durant un dia que una pel·lícula havia funcionat a la taquilla, i després es tornaria a preocupar. Estaria molt content de saber que avui les seves pel·lícules tinguessin una segona mirada.” | » |

Amb més de les seves pel·lícules ara disponibles a les plataformes de vídeo domèstic i de streaming, l'enfocament atrevit i iconoclasta de Kuei i l'estil d'autor distintiu segueixen arribant a nous públics cinematogràfics.
La carrera inconformista de Kuei va ser el tema d'una de les columnes "Kaiju Shakedown" de l'escriptor Grady Hendrix de Film Comment el 2015:
| « | "Però tot i que se'l considerava una lliga menor durant la seva etapa a Shaw Brothers, avui és un gegant, al costat de Chang Cheh i Lau Kar-leung com un dels millors directors que va produir l'estudi. Perfeccionista enfadat amb sensibilitat proletària, va dirigir pel·lícules de crim realistes i innovadores i algunes de les pel·lícules de terror més brutes que mai han deixat un rastre de llim a la gran pantalla. Kuei va aplicar les tècniques de Lau Kar-leung al material d'explotació. Tenia l'obsessió de Chang Cheh per la violència, però estava disposat a ofendre el seu públic d'una manera que Cheh no sabia.” | » |

Les pel·lícules de terror de Kuei dels anys 80 han guanyat popularitat als Estats Units en els últims anys.
The Boxer's Omen, en particular, té una forta base de fans nord-americana després d'un llançament en DVD el 2006 i una projecció el 2012 al Festival de Cinema Asiàtic de Nova York. Les pel·lícules de terror de Kuei van ser el focus d'un extens article de Simon Abrams a la revista Fangoria.
Abrams descriu The Boxer's Omen com "una sobrecàrrega sensorial espectacular, el tipus de joia que indueix la síndrome de Stendhal que us fa malbé per a qualsevol exploració addicional del treball anterior dels seus creadors".
"Veureu coses a 'The Boxer's Omen' que mai no heu vist abans", va escriure Abrams. "I probablement et quedaràs preguntant-te: 'com dimonis va fer aquesta pel·lícula?'."
El Festival de Cinema Asiàtic de Nova York ha considerat Kuei "un dels millors i més infravalorats directors dels Shaw Brothers" i va projectar tres de les seves pel·lícules: Killer Constable, The Delinquent i Killers on Wheels el 2014.

## Filmografia
| Any  | Pel·lícula                                                            | Notes                  |
| ---- | --------------------------------------------------------------------- | ---------------------- |
| 1963 | The Weird Gentlemen                                                   | Director/guionista     |
| 1964 | Lover's Rock                                                          | Segon director ajudant |
| 1965 | Song of Orchid Island                                                 | director ajudant       |
| 1966 | Princess Iron Fan                                                     | director ajudant       |
| 1967 | Inter-Pol                                                             | director ajudant       |
| 1967 | Hong Kong Nocturne                                                    | director ajudant       |
| 1967 | King Drummer                                                          | director ajudant       |
| 1968 | Don't Fall for Women                                                  |                        |
| 1968 | Hong Kong Rhapsody                                                    | director ajudant       |
| 1968 | Summer Heat                                                           | director ajudant       |
| 1969 | Tropicana Interlude                                                   | director ajudant       |
| 1970 | Love Without End                                                      | director ajudant       |
| 1970 | Whose Baby Is in the Classroom?                                       | director ajudant       |
| 1970 | The Five Million-Dollar Legacy                                        | director ajudant       |
| 1970 | Love Song Over the Sea                                                | Co-director/guionista  |
| 1970 | A Time for Love                                                       | Also co-writer         |
| 1971 | The Lady Professional                                                 | Co-director            |
| 1972 | The Gourd Fairy                                                       | També coguionista      |
| 1972 | Stranger in Hong Kong                                                 | Co-director            |
| 1972 | Intrigue in Nylons                                                    |                        |
| 1973 | The Delinquent                                                        | Co-director            |
| 1973 | Payment in Blood                                                      |                        |
| 1973 | The Bamboo House of Dolls                                             |                        |
| 1974 | The Killer Snakes                                                     |                        |
| 1974 | Virgins of the Seven Seas                                             |                        |
| 1974 | Supermen Against the Orient                                           | Co-director            |
| 1974 | The Teahouse                                                          |                        |
| 1974 | Ghost Eyes                                                            |                        |
| 1974 | The Rat Catcher                                                       |                        |
| 1975 | Big Brother Cheng                                                     |                        |
| 1975 | Fearful Interlude                                                     |                        |
| 1976 | Sayang Anakku Sayang                                                  |                        |
| 1976 | Spirit of the Raped                                                   |                        |
| 1976 | The Criminals 2-Homicides ("The Deaf Mute Killer" & "The Informer")   |                        |
| 1976 | Killers on Wheels                                                     |                        |
| 1976 | Mr. Funnybone                                                         |                        |
| 1977 | The Criminals 3-Arson ("Arson")                                       |                        |
| 1977 | The Criminals 4-Assault ("Maniac")                                    |                        |
| 1977 | The Criminals 5-The Teenager's Nightmare ("The Teenager's Nightmare") |                        |
| 1978 | Crazy Imposters                                                       |                        |
| 1979 | The Reckless Cricket                                                  |                        |
| 1979 | The Gold Connection (a.k.a. Iron Dragon Strikes Back)                 |                        |
| 1980 | Killer Constable                                                      |                        |
| 1980 | Coward Bastard                                                        |                        |
| 1980 | Hex                                                                   | Also co-writer         |
| 1980 | Hex vs. Witchcraft                                                    |                        |
| 1980 | Corpse Mania                                                          | Also co-writer         |
| 1980 | Bewitched                                                             |                        |
| 1982 | Hex After Hex                                                         |                        |
| 1982 | Curse of Evil                                                         |                        |
| 1982 | Godfather From Canton                                                 |                        |
| 1983 | The Boxer's Omen                                                      | Also story credit      |
| 1984 | Misfire                                                               |                        |